# جون سكوت (كاتب)
جون سكوت (بالإنجليزية: John Scott)‏ هو كاتب أمريكي، ولد في 26 مارس 1912 في فيلادلفيا في الولايات المتحدة، وتوفي في 1 ديسمبر 1976 في شيكاغو في الولايات المتحدة.